# Бон-Жезус-да-Лапа (микрорегион)

Бон-Жезус-да-Лапа на карте.

Бон-Жезус-да-Лапа (порт. Microrregião de Bom Jesus da Lapa) — микрорегион в Бразилии, входит в штат Баия. Составная часть мезорегиона Вали-Сан-Франсискану-да-Баия. Население составляет 171 236 человек (на 2010 год). Площадь — 14 415,116 км². Плотность населения — 11,88 чел./км².

## Демография
Согласно сведениям, собранным в ходе переписи 2010 г. Национальным институтом географии и статистики (IBGE), население микрорегиона составляет:						
| Полное население                             | Полное население                             | Полное население                             | Полное население                             | 171 236 |
| -------------------------------------------- | -------------------------------------------- | -------------------------------------------- | -------------------------------------------- | ------- |
| в том числе:                                 | Городское население                          | 82 972                                       | Процент городского населения, %              | 48,45   |
|                                              | Сельское население                           | 88 264                                       | Процент сельского населения, %               | 51,55   |
|                                              | Мужское население                            | 86 968                                       | Процент мужского населения, %                | 50,79   |
|                                              | Женское население                            | 84 268                                       | Процент женского населения, %                | 49,21   |
| Плотность населения, чел/км²                 | Плотность населения, чел/км²                 | Плотность населения, чел/км²                 | Плотность населения, чел/км²                 | 11,88   |
| Население микрорегиона в % к населению штата | Население микрорегиона в % к населению штата | Население микрорегиона в % к населению штата | Население микрорегиона в % к населению штата | 1,22    |

## Статистика
- Валовой внутренний продукт на 2003 год составляет 403 370 648,00 реалов (данные: Бразильский институт географии и статистики).
- Валовой внутренний продукт на душу населения на 2003 год составляет 2442,71 реалов (данные: Бразильский институт географии и статистики).
- Индекс развития человеческого потенциала на 2000 год составляет 0,624 (данные: Программа развития ООН).

## Состав микрорегиона
В составе микрорегиона включены следующие муниципалитеты:
1. Бон-Жезус-да-Лапа
2. Кариньянья
3. Фейра-да-Мата
4. Паратинга
5. Серра-ду-Рамалью
6. Ситиу-ду-Мату